# Estés en donde estés
"Estés en donde estés" é uma canção da dupla americana de música pop Ha*Ash. Foi lançado pela Sony Music Latin em 2003 como single. É o segundo single do seu álbum de estúdio Ha*Ash (2003).   

## Composição e desempenho comercial
Foi lançado como o segundo single de seu primeiro álbum auto-intitulado Ha*Ash em 21 de julho de 2003. "Estés en donde estés" foi escrito por Áureo Baqueiro e Salvador Rizo, enquanto Áureo Baqueiro produziu a música. A canção atingiu a primeira posição da mais ouvida nas rádios do México. A música faz parte da novela da juventude (CLAP ... o lugar dos seus sonhos), da rede Televisa. Foi parte do primeiro álbum ao vivo das irmãs Primera fila: Hecho Realidad em 2014, desta vez produzido por George Noriega, Tim Mitchell e Pablo De La Loza.

## Vídeo musical
O vídeo oficial foi lançado em 2003 e enviado para plataformas do YouTube em 24 de abril de 2010. Nele você pode ver as garotas da dupla cantando a música com uma banda, enquanto Hanna e Ashley estão tocando violão.
Em 2012, uma versão ao vivo foi regravada, desta vez em concerto e integrada na edição especial no DVD do álbum A Tiempo.

### VersãoPrimera fila: Hecho Realidad
O terceiro videoclipe de "Estés en donde estés", gravado para o álbum ao vivo Primera Fila: Hecho Realidad, foi lançado em 22 de abril de 2015. Foi dirigido por Nahuel Lerena. O vídeo foi filmado em Estudios Churubusco, Cidade do México.

### VersãoEn vivo
O videoclipe gravado para o álbum ao vivo En vivo, foi lançado em 6 de dezembro de 2019. O vídeo foi filmado em Auditório Nacional em Cidade do México, no dia 11 de novembro de 2018.

## Desempenho nas tabelas musicais
| Tabela musical (2003-2004)         | Maior posição |
| ---------------------------------- | ------------- |
| Estados Unidos - (Hot Latin Songs) | 14            |
| Estados Unidos - (Latin Pop Songs) | 9             |
| Estados Unidos - (Latin Airplay)   | 14            |
| México - (Monitor Latino)          | 1             |

## Prêmios
| Ano  | Cerimônia             | Nomeação        | Resultado |
| ---- | --------------------- | --------------- | --------- |
| 2004 | Orgullosamente Latino | Canção favorito | Venceu    |

## Histórico de lançamento
| Região       | Data                | Formato | Gravadora        | Ref.  |
| ------------ | ------------------- | ------- | ---------------- | ----- |
| Mundialmente | 21 de julho de 2003 | Airplay | Sony Music Latin | [ 1 ] |